# Parc Emslandermeer
Parc Emslandermeer is een vakantiepark in de Nederlandse provincie Groningen. Het park ligt bij het dorp Vlagtwedde, in de gemeente Westerwolde.
Het park werd aangelegd tussen 1991 en 1994. In 2003 werd ten noorden een groot golfterrein aangelegd. In 2014 ging het park failliet. Nadien zijn de huisjes verhuurd door Karperbungalow.nl en Roompot en een gedeelte door Emsland Verhuur. De gemeente kocht in 2021 het erbij behorende zwembad (dat gesloten dreigde te worden) om dit veilig te stellen voor het dorp Vlagtwedde.